# رائف زريق
رائف زريق (مواليد 1965) وهو قانوني وباحث أكاديمي وكاتب فلسطيني أشتهر في مجال القضاء والقانون. يركز في أبحاثه على مسائل تتعلّق بالنظريّة القانونيّة والسياسية وبقضايا المواطنة والهوية. ولد في قرية عيلبون في الجليل الأسفل الشرقي داخل فلسطين المحتلة عام 1965.

## دراسته
هو خريج كلية الحقوق في كل من الجامعة العبرية، وجامعة كولومبيا. فحصل على اللقب الأول ثم الماجستير في القانون من الجامعة العبرية في القدس، وبعد عدة سنوات التحق بجامعة كولومبيا في نيويورك، فحصل هناك على درجة الماجستير في القانون. حاز على شهادة الدكتوراه من كلية القانون في جامعة هارفرد، فتناولت رسالته لنيل الدكتوراه مفهوم الحقّ القانوي لدى الفيلسوف كانط.

## سيرته المهنية
عمل رائف زريق محرر مشارك في مجلة «قضايا» التي يصدرها المركز الفلسطيني للدراسات الإسرائيلية «مدار» في رام الله، كما أنه عضو هيئة التحرير في مجلة الدراسات الفلسطينية. يركز في منشوراته على الفلسفة السياسية، النظرية القانونية، المواطنة وسياسات المواطنة.
كما أنه أيضا ألف كتاب «القضية الفلسطينية وحل الدولة/ الدولتين»، والذي يعتبر مساهمة في النقاش الدائر بشأن حل الدولة وحل الدولتين وخصوصاً إزاء انسداد أفق التسوية والأزمة التفاوضية المتواصلة.
وحاليا يدرّس القانون في كلية الكرمل الأكاديمية في مدينة حيفا، كما هو المدير الأكاديمي لمركز «منيرفا» للعلوم الإنسانية في جامعة تل أبيب.

## من بين منشوراته
بالإضافة إلى منشوراته الأكاديمية، يكتب رائف زريق مقالات الرأي في منصات مختلفة بالعربية والعبرية، من بينها صحيفة هآرتس الإسرائيلية، موقع رمان، وجريدة السفير اللبنانية التي توقفت عن الصدور.
- الخروج من المشهد، مجلة الكرمل، 1999.[8]
- إدوارد سعيد ودور المثقف، مجلة الدراسات الفلسطينية، 2019.[9]
- كيف يتكلم الصمت ويصمت الكلام، 2016.[10]
- إسرائيل: خلفيّة أيديولوجيّة وتاريخيّة، دليل إسرائيل، 2011.[11]
- Oslo’s Unintended Results, 2013.[12]
- قراءة في الراهن الإسرائيلي، 2016.[13]
- حجر كبير في مياه آسنة، 2011.[14]
- Why the Jewish State Now?, 2011.[15]
- حل الدولة الواحدة؟ من الصراع حتى الموت إلى جدلية السيد – العبد، 2011.[16]